# Shōji Satō (Mangaka)
Shōji Satō (jap. 佐藤 ショウジ, Satō Shōji) ist ein japanischer Mangaka.
Shōji Satō stammt von und lebt auf Kyūshū. Er war Assistent von Rikudō Kōshi und besuchte zur Ausbildung die Yoyogi Animation Gakuin. Unter dem Pseudonym Inazuma fertigt er auch pornografische (Hentai) Manga an, sowohl professionell z. B. kurze Farbmanga für das Magazin Comic Hot Milk, wo er auch häufig die Coverillustrationen beisteuert, als auch mit seinem Dōjin Circle Digital Accel Works (DAW) Parodien (Dōjinshi). Er gewann den 3. Manga-Nachwuchspreis des Magazins Young King OURs. Für dieses zeichnete er ab Juli 2002 auch seinen ersten Mainstream-Manga, den Gag-Manga Futari Botchi Densetsu, der als achtseitiger Lückenfüller im Fall von fehlenden Beiträgen abgedruckt wurde, so dass es zwei Jahre dauerte, bis dieser in Form eines Sammelbandes (Tankōbon) veröffentlicht wurde.
Als für den Manga Highschool of the Dead nach dem Text von Daisuke Satō ein Zeichner gesucht wurde, empfahl Kōta Hirano ihn für diesen, der Shōji Satōs Durchbruch bedeuten sollte. Der Manga wurde 2010 auch als Anime-Serie verfilmt und erscheint auf Deutsch beim Carlsen Verlag, wie auch Triage X. Fire Fire Fire erschien in Deutschland als Doppelband bei Kazé im August 2015.

## Werke
Manga:
- Futari Botchi Densetsu (ふたりぼっち伝説; 2002, 1 Band)[4]
- Highschool of the Dead (学園黙示録 HIGHSCHOOL OF THE DEAD; 2006–pausiert, 7 Bände), nur Zeichnungen[5]
- Fire Fire Fire: Triple Fire (FIRE FIRE FIRE トリプルファイヤー, Toripuru Faiyā; 2008–2010, 2 Bände)[6]
- Triage X (トリアージX, Toriāji X; seit 2009, bisher 28 Bände)[7]
- Fire Fire Fire: Black Sword (seit 2013, Webmanga)[8]

Artbook:
- Satō Shōji Artworks. Gakuen Mokushiroku Highschool of the Dead & Triage X. Lightning Pop. (佐藤ショウジアートワークス　学園黙示録　ＨＩＧＨＳＣＨＯＯＬ　ＯＦ　ＴＨＥ　ＤＥＡＤ＆トリアージＸ　ＬＩＧＨＴＮＩＮＧ　ＰＯＰ, 2012, Artbook)